# Liste der Bundeswahlkreise in Mexiko
Die Bundeswahlkreise Mexikos (spanisch Distritos Electorales Federales de México) sind die 300 Wahlkreise, in die Mexiko zum Zwecke der Abgeordnetenhauswahl unterteilt ist. Jeder Wahlkreis schickt einen Abgeordneten in das Abgeordnetenhaus, das Unterhaus des Kongresses der Union. Weitere 200 Abgeordnete werden nach dem Verhältniswahlrecht gewählt.
Wahlkreise werden durch römische Zahlen und durch föderale Einheit (Staat oder Hauptstadtdistrikt) identifiziert. Die Zahl der Wahlkreise wurde im Jahr 1979 auf 300 festgelegt, als die Zahl der Sitze in der Abgeordnetenkammer von 196 erhöht wurde. Die Abgrenzung der Wahlkreise richtet sich nach den Ergebnissen der vorangegangenen Wahlvolkszählung und Anpassungen der Wahlkreis seit 1979 erfolgten in den Jahren 1996 und 2005.
Unabhängig von der Bevölkerung kann kein Staat von weniger als zwei Wahlkreisen vertreten werden. Dies ist der Fall mit Baja California Sur (Einwohnerzahl: 512.000), Campeche (Bevölkerung: 755.000) und Colima (Bevölkerung: 568.000), sodass diese Bundesstaaten mehr Senatoren als Abgeordnete in den Kongress schicken. Die Staaten mit den meisten Wahlkreisen sind der Bundesstaat Mexiko (Bevölkerung: 14 Millionen), mit 40, und Veracruz (Bevölkerung: 7,1 Millionen), mit 21. Der Hauptstadtdistrikt mit einer Bevölkerung von 8,8 Millionen hat 27 Abgeordnete.
Am 11. Februar 2005 hat das Instituto Federal Electoral die Wahlkreise für die Wahlen 2006 und 2009 in Übereinstimmung mit den folgenden Kriterien gebildet:
- jeder Bezirk gehört nur zu einer föderalen Einheit,
- ausgewogene Verteilung der Bevölkerung zwischen den Wahlkreisen,
- Präsenz der indigenen Bevölkerung,
- geografische Kontinuität,
- Fahrzeiten.

## Wahlkreise

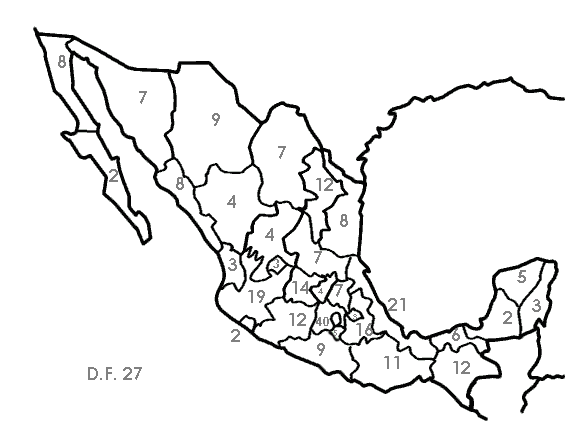
Die Zahlen geben die Anzahl der Abgeordneten für die jeweilige föderale Einheit für die Wahlen 2006 und 2009 an.

### Aguascalientes
| Wahlkreis                           | Hauptort       |
| ----------------------------------- | -------------- |
| I. Bundeswahlkreis Aguascalientes   | Jesús María    |
| II. Bundeswahlkreis Aguascalientes  | Aguascalientes |
| III. Bundeswahlkreis Aguascalientes | Aguascalientes |

### Baja California
| Wahlkreis                             | Hauptort |
| ------------------------------------- | -------- |
| I. Bundeswahlkreis Baja California    | Mexicali |
| II. Bundeswahlkreis Baja California   | Mexicali |
| III. Bundeswahlkreis Baja California  | Ensenada |
| IV. Bundeswahlkreis Baja California   | Tijuana  |
| V. Bundeswahlkreis Baja California    | Tijuana  |
| VI. Bundeswahlkreis Baja California   | Tijuana  |
| VII. Bundeswahlkreis Baja California  | Mexicali |
| VIII. Bundeswahlkreis Baja California | Tijuana  |

### Baja California Sur
| Wahlkreis                               | Hauptort      |
| --------------------------------------- | ------------- |
| I. Bundeswahlkreis Baja California Sur  | Santa Rosalía |
| II. Bundeswahlkreis Baja California Sur | La Paz        |

### Campeche
| Wahlkreis                    | Hauptort          |
| ---------------------------- | ----------------- |
| I. Bundeswahlkreis Campeche  | Campeche          |
| II. Bundeswahlkreis Campeche | Ciudad del Carmen |

### Chiapas
| Wahlkreis                     | Hauptort                   |
| ----------------------------- | -------------------------- |
| I. Bundeswahlkreis Chiapas    | Palenque                   |
| II. Bundeswahlkreis Chiapas   | Bochil                     |
| III. Bundeswahlkreis Chiapas  | Ocosingo                   |
| IV. Bundeswahlkreis Chiapas   | Ocozocoautla de Espinosa   |
| V. Bundeswahlkreis Chiapas    | San Cristóbal de las Casas |
| VI. Bundeswahlkreis Chiapas   | Tuxtla Gutiérrez           |
| VII. Bundeswahlkreis Chiapas  | Tonalá                     |
| VIII. Bundeswahlkreis Chiapas | Comitán de Domínguez       |
| IX. Bundeswahlkreis Chiapas   | Tuxtla Gutiérrez           |
| X. Bundeswahlkreis Chiapas    | Villaflores                |
| XI. Bundeswahlkreis Chiapas   | Huixtla                    |
| XII. Bundeswahlkreis Chiapas  | Tapachula                  |

### Chihuahua
| Wahlkreis                       | Hauptort           |
| ------------------------------- | ------------------ |
| I. Bundeswahlkreis Chihuahua    | Ciudad Juárez      |
| II. Bundeswahlkreis Chihuahua   | Ciudad Juárez      |
| III. Bundeswahlkreis Chihuahua  | Ciudad Juárez      |
| IV. Bundeswahlkreis Chihuahua   | Ciudad Juárez      |
| V. Bundeswahlkreis Chihuahua    | Delicias           |
| VI. Bundeswahlkreis Chihuahua   | Chihuahua          |
| VII. Bundeswahlkreis Chihuahua  | Cuauhtémoc         |
| VIII. Bundeswahlkreis Chihuahua | Chihuahua          |
| IX. Bundeswahlkreis Chihuahua   | Hidalgo del Parral |
| X. Bundeswahlkreis Chihuahua    | aufgelöst 1996     |

### Coahuila
| Wahlkreis                     | Hauptort                  |
| ----------------------------- | ------------------------- |
| I. Bundeswahlkreis Coahuila   | Piedras Negras            |
| II. Bundeswahlkreis Coahuila  | San Pedro de las Colonias |
| III. Bundeswahlkreis Coahuila | Monclova                  |
| IV. Bundeswahlkreis Coahuila  | Saltillo                  |
| V. Bundeswahlkreis Coahuila   | Torreón                   |
| VI. Bundeswahlkreis Coahuila  | Torreón                   |
| VII. Bundeswahlkreis Coahuila | Saltillo                  |

### Colima
| Wahlkreis                  | Hauptort   |
| -------------------------- | ---------- |
| I. Bundeswahlkreis Colima  | Colima     |
| II. Bundeswahlkreis Colima | Manzanillo |

### Distrito Federal (Mexiko-Stadt)
| Wahlkreis                             | Hauptort               |
| ------------------------------------- | ---------------------- |
| I. Bundeswahlkreis Mexiko-Stadt       | Gustavo A. Madero      |
| II. Bundeswahlkreis Mexiko-Stadt      | Gustavo A. Madero      |
| III. Bundeswahlkreis Mexiko-Stadt     | Azcapotzalco           |
| IV. Bundeswahlkreis Mexiko-Stadt      | Iztapalapa             |
| V. Bundeswahlkreis Mexiko-Stadt       | Tlalpan                |
| VI. Bundeswahlkreis Mexiko-Stadt      | Gustavo A. Madero      |
| VII. Bundeswahlkreis Mexiko-Stadt     | Gustavo A. Madero      |
| VIII. Bundeswahlkreis Mexiko-Stadt    | Cuauhtémoc             |
| IX. Bundeswahlkreis Mexiko-Stadt      | Venustiano Carranza    |
| X. Bundeswahlkreis Mexiko-Stadt       | Miguel Hidalgo         |
| XI. Bundeswahlkreis Mexiko-Stadt      | Venustiano Carranza    |
| XII. Bundeswahlkreis Mexiko-Stadt     | Cuauhtémoc             |
| XIII. Bundeswahlkreis Mexiko-Stadt    | Iztacalco              |
| XIV. Bundeswahlkreis Mexiko-Stadt     | Tlalpan                |
| XV. Bundeswahlkreis Mexiko-Stadt      | Benito Juárez          |
| XVI. Bundeswahlkreis Mexiko-Stadt     | Álvaro Obregón         |
| XVII. Bundeswahlkreis Mexiko-Stadt    | Cuajimalpa de Morelos  |
| XVIII. Bundeswahlkreis Mexiko-Stadt   | Iztapalapa             |
| XIX. Bundeswahlkreis Mexiko-Stadt     | Iztapalapa             |
| XX. Bundeswahlkreis Mexiko-Stadt      | Iztapalapa             |
| XXI. Bundeswahlkreis Mexiko-Stadt     | Milpa Alta             |
| XXII. Bundeswahlkreis Mexiko-Stadt    | Iztapalapa             |
| XXIII. Bundeswahlkreis Mexiko-Stadt   | Coyoacán               |
| XXIV. Bundeswahlkreis Mexiko-Stadt    | Coyoacán               |
| XXV. Bundeswahlkreis Mexiko-Stadt     | Xochimilco             |
| XXVI. Bundeswahlkreis Mexiko-Stadt    | La Magdalena Contreras |
| XXVII. Bundeswahlkreis Mexiko-Stadt   | Tláhuac                |
| XXVIII. Bundeswahlkreis Mexiko-Stadt  | aufgelöst 2005         |
| XXIX. Bundeswahlkreis Mexiko-Stadt    | aufgelöst 2005         |
| XXX. Bundeswahlkreis Mexiko-Stadt     | aufgelöst 2005         |
| XXXI. Bundeswahlkreis Mexiko-Stadt    | aufgelöst 1996         |
| XXXII. Bundeswahlkreis Mexiko-Stadt   | aufgelöst 1996         |
| XXXIII. Bundeswahlkreis Mexiko-Stadt  | aufgelöst 1996         |
| XXXIV. Bundeswahlkreis Mexiko-Stadt   | aufgelöst 1996         |
| XXXV. Bundeswahlkreis Mexiko-Stadt    | aufgelöst 1996         |
| XXXVI. Bundeswahlkreis Mexiko-Stadt   | aufgelöst 1996         |
| XXXVII. Bundeswahlkreis Mexiko-Stadt  | aufgelöst 1996         |
| XXXVIII. Bundeswahlkreis Mexiko-Stadt | aufgelöst 1996         |
| XXXIX. Bundeswahlkreis Mexiko-Stadt   | aufgelöst 1996         |
| XL Bundeswahlkreis Mexiko-Stadt       | aufgelöst 1996         |

### Durango
| Wahlkreis                    | Hauptort                  |
| ---------------------------- | ------------------------- |
| I. Bundeswahlkreis Durango   | Durango                   |
| II. Bundeswahlkreis Durango  | Gómez Palacio             |
| III. Bundeswahlkreis Durango | Ciudad Guadalupe Victoria |
| IV. Bundeswahlkreis Durango  | Victoria de Durango       |
| V. Bundeswahlkreis Durango   | aufgelöst 2005            |
| VI. Bundeswahlkreis Durango  | aufgelöst 1996            |

### Guanajuato
| Wahlkreis                        | Hauptort                 |
| -------------------------------- | ------------------------ |
| I. Bundeswahlkreis Guanajuato    | San Luis de la Paz       |
| II. Bundeswahlkreis Guanajuato   | San Miguel de Allende    |
| III. Bundeswahlkreis Guanajuato  | León                     |
| IV. Bundeswahlkreis Guanajuato   | Guanajuato               |
| V. Bundeswahlkreis Guanajuato    | León                     |
| VI. Bundeswahlkreis Guanajuato   | León                     |
| VII. Bundeswahlkreis Guanajuato  | San Francisco del Rincón |
| VIII. Bundeswahlkreis Guanajuato | Salamanca                |
| IX. Bundeswahlkreis Guanajuato   | Irapuato                 |
| X. Bundeswahlkreis Guanajuato    | Uriangato                |
| XI. Bundeswahlkreis Guanajuato   | Pénjamo                  |
| XII. Bundeswahlkreis Guanajuato  | Celaya                   |
| XIII. Bundeswahlkreis Guanajuato | Valle de Santiago        |
| XIV. Bundeswahlkreis Guanajuato  | Acámbaro                 |
| XV. Bundeswahlkreis Guanajuato   | aufgelöst 2005           |

### Guerrero
| Wahlkreis                      | Hauptort             |
| ------------------------------ | -------------------- |
| I. Bundeswahlkreis Guerrero    | Ciudad Altamirano    |
| II. Bundeswahlkreis Guerrero   | Iguala               |
| III. Bundeswahlkreis Guerrero  | Zihuatanejo          |
| IV. Bundeswahlkreis Guerrero   | Acapulco             |
| V. Bundeswahlkreis Guerrero    | Tlapa de Comonfort   |
| VI. Bundeswahlkreis Guerrero   | Chilapa              |
| VII. Bundeswahlkreis Guerrero  | Chilpancingo         |
| VIII. Bundeswahlkreis Guerrero | Ayutla de los Libres |
| IX. Bundeswahlkreis Guerrero   | Acapulco             |
| X. Bundeswahlkreis Guerrero    | aufgelöst 2005       |

### Hidalgo
| Wahlkreis                    | Hauptort        |
| ---------------------------- | --------------- |
| I. Bundeswahlkreis Hidalgo   | Huejutla        |
| II. Bundeswahlkreis Hidalgo  | Ixmiquilpan     |
| III. Bundeswahlkreis Hidalgo | Actopan         |
| IV. Bundeswahlkreis Hidalgo  | Tulancingo      |
| V. Bundeswahlkreis Hidalgo   | Tula            |
| VI. Bundeswahlkreis Hidalgo  | Pachuca de Soto |
| VII. Bundeswahlkreis Hidalgo | Tepeapulco      |

### Jalisco
| Wahlkreis                      | Hauptort              |
| ------------------------------ | --------------------- |
| I. Bundeswahlkreis Jalisco     | Tequila               |
| II. Bundeswahlkreis Jalisco    | Lagos de Moreno       |
| III. Bundeswahlkreis Jalisco   | Tepatitlán de Morelos |
| IV. Bundeswahlkreis Jalisco    | Zapopan               |
| V. Bundeswahlkreis Jalisco     | Puerto Vallarta       |
| VI. Bundeswahlkreis Jalisco    | Zapopan               |
| VII. Bundeswahlkreis Jalisco   | Tonalá                |
| VIII. Bundeswahlkreis Jalisco  | Guadalajara           |
| IX. Bundeswahlkreis Jalisco    | Guadalajara           |
| X. Bundeswahlkreis Jalisco     | Zapopan               |
| XI. Bundeswahlkreis Jalisco    | Guadalajara           |
| XII. Bundeswahlkreis Jalisco   | Tlajomulco de Zúñiga  |
| XIII. Bundeswahlkreis Jalisco  | Guadalajara           |
| XIV. Bundeswahlkreis Jalisco   | Guadalajara           |
| XV. Bundeswahlkreis Jalisco    | La Barca              |
| XVI. Bundeswahlkreis Jalisco   | Tlaquepaque           |
| XVII. Bundeswahlkreis Jalisco  | Jocotepec             |
| XVIII. Bundeswahlkreis Jalisco | Autlán de Navarro     |
| XIX. Bundeswahlkreis Jalisco   | Ciudad Guzmán         |

### México
| Wahlkreis                       | Hauptort                     |
| ------------------------------- | ---------------------------- |
| I. Bundeswahlkreis México       | Jilotepec de Molina Enríquez |
| II. Bundeswahlkreis México      | Teoloyucan                   |
| III. Bundeswahlkreis México     | Atlacomulco                  |
| IV. Bundeswahlkreis México      | Ciudad Nicolás Romero        |
| V. Bundeswahlkreis México       | Teotihuacán                  |
| VI. Bundeswahlkreis México      | Coacalco                     |
| VII. Bundeswahlkreis México     | Cuautitlán Izcalli           |
| VIII. Bundeswahlkreis México    | Tultitlán                    |
| IX. Bundeswahlkreis México      | Ixtlahuaca                   |
| X. Bundeswahlkreis México       | Ecatepec de Morelos          |
| XI. Bundeswahlkreis México      | Ecatepec de Morelos          |
| XII. Bundeswahlkreis México     | Ixtapaluca                   |
| XIII. Bundeswahlkreis México    | Ecatepec de Morelos          |
| XIV. Bundeswahlkreis México     | Ciudad López Mateos          |
| XV. Bundeswahlkreis México      | Tlalnepantla                 |
| XVI. Bundeswahlkreis México     | Ecatepec de Morelos          |
| XVII. Bundeswahlkreis México    | Ecatepec de Morelos          |
| XVIII. Bundeswahlkreis México   | Huixquilucan                 |
| XIX. Bundeswahlkreis México     | Tlalnepantla                 |
| XX. Bundeswahlkreis México      | Nezahualcóyotl               |
| XXI. Bundeswahlkreis México     | Naucalpan de Juárez          |
| XXII. Bundeswahlkreis México    | Naucalpan de Juárez          |
| XXIII. Bundeswahlkreis México   | Valle de Bravo               |
| XXIV. Bundeswahlkreis México    | Naucalpan de Juárez          |
| XXV. Bundeswahlkreis México     | Chimalhuacán                 |
| XXVI. Bundeswahlkreis México    | Toluca de Lerdo              |
| XXVII. Bundeswahlkreis México   | Metepec                      |
| XXVIII. Bundeswahlkreis México  | Zumpango de Ocampo           |
| XXIX. Bundeswahlkreis México    | Nezahualcóyotl               |
| XXX. Bundeswahlkreis México     | Nezahualcóyotl               |
| XXXI. Bundeswahlkreis México    | Nezahualcóyotl               |
| XXXII. Bundeswahlkreis México   | Valle de Chalco Solidaridad  |
| XXXIII. Bundeswahlkreis México  | Chalco de Díaz Covarrubias   |
| XXXIV. Bundeswahlkreis México   | Toluca de Lerdo              |
| XXXV. Bundeswahlkreis México    | Tenancingo de Degollado      |
| XXXVI. Bundeswahlkreis México   | Tejupilco                    |
| XXXVII. Bundeswahlkreis México  | Cuautitlán                   |
| XXXVIII. Bundeswahlkreis México | Texcoco                      |
| XXXIX. Bundeswahlkreis México   | Los Reyes Acaquilpan         |
| XL Bundeswahlkreis México       | Zinacantepec                 |

### Michoacán
| Wahlkreis                       | Hauptort                      |
| ------------------------------- | ----------------------------- |
| I. Bundeswahlkreis Michoacán    | Lázaro Cárdenas               |
| II. Bundeswahlkreis Michoacán   | Puruándiro                    |
| III. Bundeswahlkreis Michoacán  | Zitácuaro                     |
| IV. Bundeswahlkreis Michoacán   | Jiquilpan de Juárez           |
| V. Bundeswahlkreis Michoacán    | Zamora de Hidalgo             |
| VI. Bundeswahlkreis Michoacán   | Ciudad Hidalgo                |
| VII. Bundeswahlkreis Michoacán  | Zacapú                        |
| VIII. Bundeswahlkreis Michoacán | Morelia                       |
| IX. Bundeswahlkreis Michoacán   | Uruapan                       |
| X. Bundeswahlkreis Michoacán    | Morelia                       |
| XI. Bundeswahlkreis Michoacán   | Pátzcuaro                     |
| XII. Bundeswahlkreis Michoacán  | Apatzingán de la Constitución |
| XIII. Bundeswahlkreis Michoacán | aufgelöst 2005                |

### Morelos
| Wahlkreis                    | Hauptort             |
| ---------------------------- | -------------------- |
| I. Bundeswahlkreis Morelos   | Cuernavaca           |
| II. Bundeswahlkreis Morelos  | Jiutepec             |
| III. Bundeswahlkreis Morelos | Cuautla              |
| IV. Bundeswahlkreis Morelos  | Jojutla              |
| V. Bundeswahlkreis Morelos   | Yautepec de Zaragoza |

### Nayarit
| Wahlkreis                    | Hauptort           |
| ---------------------------- | ------------------ |
| I. Bundeswahlkreis Nayarit   | Santiago Ixcuintla |
| II. Bundeswahlkreis Nayarit  | Tepic              |
| III. Bundeswahlkreis Nayarit | Compostela         |

### Nuevo León
| Wahlkreis                        | Hauptort                 |
| -------------------------------- | ------------------------ |
| I. Bundeswahlkreis Nuevo León    | Ciudad Santa Catarina    |
| II. Bundeswahlkreis Nuevo León   | Apodaca                  |
| III. Bundeswahlkreis Nuevo León  | General Escobedo         |
| IV. Bundeswahlkreis Nuevo León   | San Nicolás de los Garza |
| V. Bundeswahlkreis Nuevo León    | Monterrey                |
| VI. Bundeswahlkreis Nuevo León   | Monterrey                |
| VII. Bundeswahlkreis Nuevo León  | Monterrey                |
| VIII. Bundeswahlkreis Nuevo León | Guadalupe                |
| IX. Bundeswahlkreis Nuevo León   | Linares                  |
| X. Bundeswahlkreis Nuevo León    | Monterrey                |
| XI. Bundeswahlkreis Nuevo León   | Guadalupe                |
| XII. Bundeswahlkreis Nuevo León  | Cadereyta de Jiménez     |

### Oaxaca
| Wahlkreis                    | Hauptort                    |
| ---------------------------- | --------------------------- |
| I. Bundeswahlkreis Oaxaca    | San Juan Buatista Tuxtepec  |
| II. Bundeswahlkreis Oaxaca   | Teotitlán del Camino        |
| III. Bundeswahlkreis Oaxaca  | Huajuapan de León           |
| IV. Bundeswahlkreis Oaxaca   | Tlacolula de Matamoros      |
| V. Bundeswahlkreis Oaxaca    | Santo Domingo Tehuantepec   |
| VI. Bundeswahlkreis Oaxaca   | Heroica Ciudad de Tlaxiaco  |
| VII. Bundeswahlkreis Oaxaca  | Juchitán de Zaragoza        |
| VIII. Bundeswahlkreis Oaxaca | Oaxaca de Juárez            |
| IX. Bundeswahlkreis Oaxaca   | Zimatlán de Álvarez         |
| X. Bundeswahlkreis Oaxaca    | Miahuatlán de Porfirio Díaz |
| XI. Bundeswahlkreis Oaxaca   | Santiago Pinotepa Nacional  |

### Puebla
| Wahlkreis                    | Hauptort                           |
| ---------------------------- | ---------------------------------- |
| I. Bundeswahlkreis Puebla    | Huauchinango                       |
| II. Bundeswahlkreis Puebla   | Zacatlán                           |
| III. Bundeswahlkreis Puebla  | Teziutlán                          |
| IV. Bundeswahlkreis Puebla   | Zacapoaxtla                        |
| V. Bundeswahlkreis Puebla    | San Martín Texmelucan de Labastida |
| VI. Bundeswahlkreis Puebla   | Heroica Puebla de Zaragoza         |
| VII. Bundeswahlkreis Puebla  | Tepeaca                            |
| VIII. Bundeswahlkreis Puebla | Ciudad Serdán                      |
| IX. Bundeswahlkreis Puebla   | Heroica Puebla de Zaragoza         |
| X. Bundeswahlkreis Puebla    | Cholula de Rivadavia               |
| XI. Bundeswahlkreis Puebla   | Heroica Puebla de Zaragoza         |
| XII. Bundeswahlkreis Puebla  | Heroica Puebla de Zaragoza         |
| XIII. Bundeswahlkreis Puebla | Atlixco                            |
| XIV. Bundeswahlkreis Puebla  | Izúcar de Matamoros                |
| XV. Bundeswahlkreis Puebla   | Tehuacán                           |
| XVI. Bundeswahlkreis Puebla  | Ajalpan                            |

### Querétaro
| Wahlkreis                      | Hauptort              |
| ------------------------------ | --------------------- |
| I. Bundeswahlkreis Querétaro   | Cadereyta de Montes   |
| II. Bundeswahlkreis Querétaro  | San Juan del Río      |
| III. Bundeswahlkreis Querétaro | Santiago de Querétaro |
| IV. Bundeswahlkreis Querétaro  | Santiago de Querétaro |

### Quintana Roo
| Wahlkreis                         | Hauptort         |
| --------------------------------- | ---------------- |
| I. Bundeswahlkreis Quintana Roo   | Playa del Carmen |
| II. Bundeswahlkreis Quintana Roo  | Chetumal         |
| III. Bundeswahlkreis Quintana Roo | Cancún           |

### San Luis Potosí
| Wahlkreis                            | Hauptort                    |
| ------------------------------------ | --------------------------- |
| I. Bundeswahlkreis San Luis Potosí   | Matehuala                   |
| II. Bundeswahlkreis San Luis Potosí  | Soledad de Graciano Sánchez |
| III. Bundeswahlkreis San Luis Potosí | Rioverde                    |
| IV. Bundeswahlkreis San Luis Potosí  | Ciudad Valles               |
| V. Bundeswahlkreis San Luis Potosí   | San Luis Potosí             |
| VI. Bundeswahlkreis San Luis Potosí  | San Luis Potosí             |
| VII. Bundeswahlkreis San Luis Potosí | Tamazunchale                |

### Sinaloa
| Wahlkreis                     | Hauptort   |
| ----------------------------- | ---------- |
| I. Bundeswahlkreis Sinaloa    | El Fuerte  |
| II. Bundeswahlkreis Sinaloa   | Los Mochis |
| III. Bundeswahlkreis Sinaloa  | Guamúchil  |
| IV. Bundeswahlkreis Sinaloa   | Guasave    |
| V. Bundeswahlkreis Sinaloa    | Culiacán   |
| VI. Bundeswahlkreis Sinaloa   | Mazatlán   |
| VII. Bundeswahlkreis Sinaloa  | Culiacán   |
| VIII. Bundeswahlkreis Sinaloa | Mazatlán   |
| IX. Bundeswahlkreis Sinaloa   | aufgelöst  |

### Sonora
| Wahlkreis                   | Hauptort              |
| --------------------------- | --------------------- |
| I. Bundeswahlkreis Sonora   | San Luis Río Colorado |
| II. Bundeswahlkreis Sonora  | Nogales               |
| III. Bundeswahlkreis Sonora | Hermosillo            |
| IV. Bundeswahlkreis Sonora  | Guaymas               |
| V. Bundeswahlkreis Sonora   | Hermosillo            |
| VI. Bundeswahlkreis Sonora  | Ciudad Obregón        |
| VII. Bundeswahlkreis Sonora | Navojoa               |

### Tabasco
| Wahlkreis                    | Hauptort         |
| ---------------------------- | ---------------- |
| I. Bundeswahlkreis Tabasco   | Macuspana        |
| II. Bundeswahlkreis Tabasco  | Heroica Cárdenas |
| III. Bundeswahlkreis Tabasco | Comalcalco       |
| IV. Bundeswahlkreis Tabasco  | Villahermosa     |
| V. Bundeswahlkreis Tabasco   | Paraíso          |
| VI. Bundeswahlkreis Tabasco  | Villahermosa     |

### Tamaulipas
| Wahlkreis                        | Hauptort          |
| -------------------------------- | ----------------- |
| I. Bundeswahlkreis Tamaulipas    | Nuevo Laredo      |
| II. Bundeswahlkreis Tamaulipas   | Reynosa           |
| III. Bundeswahlkreis Tamaulipas  | Ciudad Río Bravo  |
| IV. Bundeswahlkreis Tamaulipas   | Heroica Matamoros |
| V. Bundeswahlkreis Tamaulipas    | Ciudad Victoria   |
| VI. Bundeswahlkreis Tamaulipas   | Ciudad Mante      |
| VII. Bundeswahlkreis Tamaulipas  | Ciudad Madero     |
| VIII. Bundeswahlkreis Tamaulipas | Tampico           |

### Tlaxcala
| Wahlkreis                     | Hauptort                 |
| ----------------------------- | ------------------------ |
| I. Bundeswahlkreis Tlaxcala   | Apizaco                  |
| II. Bundeswahlkreis Tlaxcala  | Tlaxcala de Xicohténcatl |
| III. Bundeswahlkreis Tlaxcala | Zacatelco                |

### Veracruz
| Wahlkreis                       | Hauptort             |
| ------------------------------- | -------------------- |
| I. Bundeswahlkreis Veracruz     | Pánuco               |
| II. Bundeswahlkreis Veracruz    | Tantoyuca            |
| III. Bundeswahlkreis Veracruz   | Tuxpan               |
| IV. Bundeswahlkreis Veracruz    | Veracruz             |
| V. Bundeswahlkreis Veracruz     | Poza Rica de Hidalgo |
| VI. Bundeswahlkreis Veracruz    | Papantla             |
| VII. Bundeswahlkreis Veracruz   | Martínez de la Torre |
| VIII. Bundeswahlkreis Veracruz  | Xalapa               |
| IX. Bundeswahlkreis Veracruz    | Coatepec             |
| X. Bundeswahlkreis Veracruz     | Xalapa               |
| XI. Bundeswahlkreis Veracruz    | Coatzacoalcos        |
| XII. Bundeswahlkreis Veracruz   | Veracruz             |
| XIII. Bundeswahlkreis Veracruz  | Huatusco             |
| XIV. Bundeswahlkreis Veracruz   | Minatitlán           |
| XV. Bundeswahlkreis Veracruz    | Orizaba              |
| XVI. Bundeswahlkreis Veracruz   | Córdoba              |
| XVII. Bundeswahlkreis Veracruz  | Cosamaloapan         |
| XVIII. Bundeswahlkreis Veracruz | Zongolica            |
| XIX. Bundeswahlkreis Veracruz   | San Andrés Tuxtla    |
| XX. Bundeswahlkreis Veracruz    | Acayucan             |
| XXI. Bundeswahlkreis Veracruz   | Cosoleacaque         |
| XXII. Bundeswahlkreis Veracruz  | aufgelöst 2005       |
| XXIII. Bundeswahlkreis Veracruz | aufgelöst 2005       |

### Yucatán
| Wahlkreis                    | Hauptort   |
| ---------------------------- | ---------- |
| I. Bundeswahlkreis Yucatán   | Valladolid |
| II. Bundeswahlkreis Yucatán  | Progreso   |
| III. Bundeswahlkreis Yucatán | Mérida     |
| IV. Bundeswahlkreis Yucatán  | Mérida     |
| V. Bundeswahlkreis Yucatán   | Ticul      |

### Zacatecas
| Wahlkreis                      | Hauptort                |
| ------------------------------ | ----------------------- |
| I. Bundeswahlkreis Zacatecas   | Fresnillo               |
| II. Bundeswahlkreis Zacatecas  | Jerez de García Salinas |
| III. Bundeswahlkreis Zacatecas | Zacatecas               |
| IV. Bundeswahlkreis Zacatecas  | Guadalupe               |
| V. Bundeswahlkreis Zacatecas   | aufgelöst 2005          |